# Bahn 2000

Logo des «Bahn + Bus 2000»-Projekts

Bahn 2000 (französisch Rail 2000, italienisch Ferrovia 2000) war ein seit 1987 andauerndes, gross angelegtes Schweizer Eisenbahnprojekt der Schweizerischen Bundesbahnen (SBB) zur Qualitätssteigerung ihres Schienennetzes. Es beinhaltete etappenweise umzusetzende Massnahmen zur Beschleunigung und Verdichtung bestehender Verbindungen sowie zur Modernisierung des Rollmaterials. Nachdem 1987 der dazu gefasste Bundesbeschluss durch eine Volksabstimmung angenommen worden war, wurden in der 2004 abgeschlossenen ersten Etappe rund 130 Bauprojekte mit einem Budget von rund 5.9 Milliarden CHF umgesetzt. Die Umsetzung der im Rahmen von Bahn 2000 zurückgestellten Projekte und weiteren neuen Projekten laufen unter den Titeln ZEB, FABI und STEP 2035.

Zeittafel der Schweizer Eisenbahnprojekte

## Geschichte

### Vorgeschichte
Ähnlich wie viele westeuropäische Länder war auch die Schweiz nach Ende des Zweiten Weltkrieges durch eine stetig wachsende Verbreitung des Automobils gekennzeichnet. Die durch die Massenmotorisierung vermehrte Überlastung der Zentren, Ortsdurchfahrten und Engpässe führte dazu, dass die Eisenbahn längere Zeit das schnellste und effizienteste Verkehrsmittel war. So fuhren im Jahr 1950 gemäss der Informationsdienste für den öffentlichen Verkehr LITRA 52 Prozent der Reisenden mit der Bahn, bei den Gütern sogar 70 Prozent.
Um den herrschenden Dauerüberlastungen beizukommen, hiess der Souverän 1958 die «Strassenbauvorlage» gut. Diese Vorlage beschloss den Bau der Autobahnen. Zwei Jahre später verabschiedete das Parlament das Nationalstrassengesetz. Dieses sah ein Autostrassennetz von 1770 Kilometern Länge vor und wurde in den folgenden Jahren realisiert. Die Investitionen durch Gemeinden und Bund betrugen im Jahr 1970 2'054 Millionen Franken (zum Vergleich: Im Jahr 1950 waren es 154 Millionen Franken). Durch diese Verschiebung zum Individualverkehr büssten die Schweizerischen Bundesbahnen in den 1960er Jahren von Jahr zu Jahr Marktanteile ein. Während der Strassenbau in der ganzen Schweiz florierte, konnte die Bahn 1965 gerade noch den Unterhalt von Anlagen und Rollmaterial finanzieren, 1970 wurden vom Bund nur 368 Millionen Franken für den Bau von Schienenanlagen bereitgestellt. Zudem wurden einige schwach frequentierte Bahnstrecken stillgelegt.
Mit dem Beginn der 1970er Jahre zeigten sich die ersten Folgen dieser verkehrspolitischen Umorientierung. Der wirtschaftliche Aufschwung liess die Mobilitätsbedürfnisse ansteigen. Während die Kapazitäten des Schienennetzes insbesondere auf den Transitstrecken über die Alpen und im Agglomerationsverkehr im Mittelland nicht mehr ausreichten, kam es auch im Individualverkehr verstärkt zu Engpässen. Die Schweizerische Bevölkerung nahm stärker die Kehrseiten der forcierten individuellen Mobilität zur Kenntnis, so vor allem Staus und die Verminderung der Luftqualität. Gleichzeitig nahm die Flächenversiegelung durch den in der Verkehrspolitik mit höchster Priorität versehenen Strassenbau weiterhin zu.

Das Werbeplakat der SBB bei der Einführung des Taktfahrplans

Um diesem Trend entgegenzuwirken, führte man Schnellmassnahmen ein: Mit stärkeren Lokomotiven und dichterem Fahrplan konnte auf der Strecke Bern–Zürich zwischen 1971 und 1983 ein Fahrgästeanstieg von 75 % verzeichnet werden. Der Aufwärtstrend war während der 1970er Jahre allgemein im öffentlichen Verkehr zu spüren. Die Staus konnten mit dem Ausbau der Strassen nicht gelöst werden, sie wurden lediglich an neue Stellen verlagert. Die Schiene war jedoch in der Lage, bei geringerem Flächen- und Energieverbrauch und weniger Schadstoffausstoss Personen- und Gütertransporte sicherer abzuwickeln. In dieser Zeit kamen Ideen auf, den Schienenverkehr grundlegend zu verbessern. 1982 wurde unter Führung von Samuel Stähli der Taktfahrplan eingeführt. Dieser Taktfahrplan sah vor, dass an einem Bahnhof jede Stunde zur gleichen Minute ein Zug einfahren oder abfahren sollte. Im Zentrum des Taktfahrplansystems stand der Zürcher Hauptbahnhof, bei dem die Züge zur vollen oder zur halben Stunde ankamen und abfuhren. Dieses symmetrische Ein- und Ausfahren nannte man «Anschlussspinnen» und war Vorreiter der Grundidee der späteren Bahn 2000.

### Neue Haupttransversale (NHT)
Eine weitere Idee kam Ende der 1960er Jahre von der Seite der SBB, die eine Neue Haupttransversale (NHT) in West-Ost-Richtung in Betracht zog. Diese floss in die Arbeit der grossen schweizerischen Gesamtverkehrskommission GVK ein. Nach fast sechs Jahren konnte die GVK 1977 dem Bundesrat ihren 400-seitigen Bericht einreichen, in dem sie empfahl, «zwischen Genfer- und Bodensee sowie zwischen Basel und Olten [eine] ‹Neue Eisenbahn-Haupttransversale› zu bauen». Die neue Haupttransversale, kurz NHT genannt, sah möglichst schnelle Fahrten zwischen den Grossstädten Lausanne und St. Gallen sowie zwischen Basel und Olten vor. Auf diesen Strecken waren insgesamt 120 Kilometer Neubaustrecke vorgesehen, auf denen die Züge mit bis zu 200 Kilometern pro Stunde verkehren sollten. Der Ansatz der Neuen Haupttransversale ging von dem Gedanken aus, die Qualität des Schienennetzes durch schnelle Intercity-Verbindungen ähnlich dem damals aufgekommenen TGV zu erhöhen. Diese Hochgeschwindigkeitsverbindungen erforderten jedoch stets den Bau neuer Strecken.

Linienführung der neuen Haupttransversale (rot: 1. Etappe; grün: 2. Etappe; blau: Ausbaustrecke)

Das Eidgenössische Verkehrs- und Energiewirtschaftsdepartement EVED (heute UVEK) stellte eine Expertengruppe an, um die Zweckmässigkeit der NHT zu prüfen. In ihrem Bericht 1983 räumten sie ein, dass die NHT zwar ihrem Zweck dienen würde, man sich jedoch zuerst mit dem Ausbau der Strecke Basel–Olten–Bern befassen sollte. Nachdem der Bund den Bericht in die Vernehmlassung geschickt hatte, schrieb der Bundesrat 1985, dass «die Schiene einen wesentlichen grösseren Anteil des künftigen Verkehrs übernehmen sollte; in der Frage, ob das Bahnnetz zu diesem Zweck durch die NHT zu ergänzen sei, ist man aber geteilter Meinung». Der Kanton Solothurn bemängelte zudem, dass die NHT nur den grossen Zentren zugutekäme und Mittelzentren sowie ländliche Regionen benachteiligt würden. Das «Aktionskomitee gegen die NHT» drohte mit einem Referendum, falls das Parlament dem Konzept zustimmen würde.
Zu dem angedrohten Referendum kam es jedoch nicht, da der Bundesrat der Ansicht war, das Projekt sei «zu eng gefasst» und «zu sehr auf die West-Ost-Transversale und ihre Zubringerlinien ausgerichtet und eine netzweite Aufwertung des schweizerischen Bahnsystems zu wenig erreicht». Die Generaldirektion der SBB beauftrage Mitte 1984 eine Expertengruppe namens «Bahn 2000», ein neues Konzept zu entwickeln, das sich nicht nur auf die Hauptachsen beschränken, sondern eine gesamtschweizerische mittel- bis langfristige Lösung bringen sollte.

### Bahn 2000
Am 27. März 1985 präsentierte das Verkehrsdepartement EVED den neuen Entwurf, der die folgenden vier Neubaustrecken umfasste:
- Vauderens–Villars-sur-Glâne
- Mattstetten–Rothrist
- Olten–Muttenz
- Zürich Flughafen–Winterthur

Ein positives Echo kam von Parteien, von Verbänden; die Neue Zürcher Zeitung schrieb, dass das Konzept attraktiv, flexibel und entwicklungsfähig sei. Ziel des Konzepts war, grosse Knotenbahnhöfe in weniger als einer Stunde zu verbinden: Züge sollten vor der halben/vollen Stunde ankommen, und kurz danach wieder abfahren. So sollten die Züge «nicht so schnell wie möglich, sondern so schnell wie nötig» verkehren, wie der Werbeslogan das Projekt beschrieb.
Der Bahn 2000 stimmten die eidgenössischen Räte im Mai 1986 zu. Sie ergänzten die Neubaustrecke Mattstetten–Rothrist (Olten–Bern) um die Verbindung Herzogenbuchsee–Solothurn. Für den Bau wurde ein Kredit von 5,4 Milliarden Franken gewährt.
In der Region Wasseramt, in dem eine Neubaustrecke gebaut werden sollte, formierte sich eine Opposition, welche auch grössere Demonstrationen durchführte. Sie lieferte am meisten Unterschriften für das Referendum gegen die Vorlage und den Kredit. Der Widerstand richtete sich jedoch nicht gegen das Bahnprojekt als solches, sondern gegen die Neubaustrecke und den Kulturlandverlust. Das Referendum kam zustande, und am 6. Dezember 1987 entschieden die Stimmberechtigten über die Vorlage und Kredit. Alle Regierungsparteien hatten in der Werbekampagne Ja-Parolen herausgegeben. Mit einer Mehrheit von 57,0 % stimmte das Stimmvolk schliesslich dem Kredit zu und lehnte das Referendum ab.

### Entwicklung und Durchführung

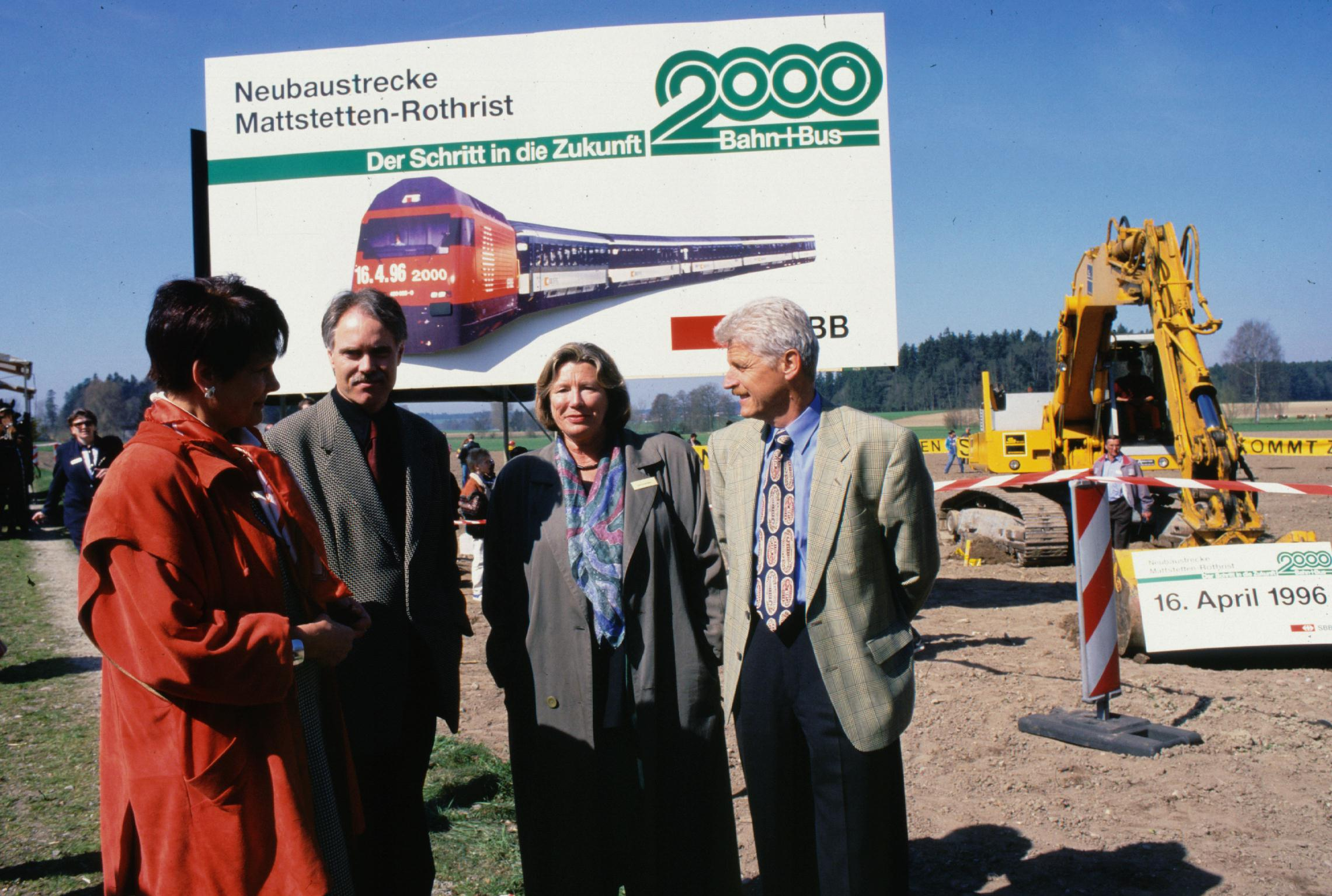
Spatenstich Bahn 2000 in Mattstetten im April 1996

Bereits 1991 zeigte sich, dass die Kosten massiv unterschätzt worden waren. Eine vollständige Umsetzung des Projektes von 1985 hätte eine Kreditlimite von CHF 16 Milliarden benötigt (Preisstand 1991). Der Bundesrat verordnete daraufhin (1992) eine Redimensionierung und Etappierung des Projektes, wobei der Kostenrahmen für die erste Etappe auf maximal CHF 7.4 Milliarden festgelegt wurde.
Diese Revision hatte folgende Konsequenzen:
- Vollständiger Verzicht auf die Neubaustrecke Zürich Flughafen–Winterthur (Brüttenertunnel)
- Nur partielle Umsetzung der Neubaustrecken Siviriez–Villars-sur-Glâne und Muttenz–Olten (d. h. Reduktion auf Vauderens-Tunnel und Adlertunnel)
- Einsatz von Neigezügen anstelle eines Streckenausbaus auf der Jurasüdfusslinie
- Vermeiden von Perronverlängerungen durch Einsatz von Doppelstockwagen mit entsprechend höherer Sitzplatzdichte

Eine weitere Änderung des Projektes war die neue Doppelspur Zürich–Thalwil anstelle eines Ausbaus der bestehenden Strecke im Hinblick auf die von S-Bahn und Fernverkehr (Verbindungen nach Luzern und Gotthard) benötigten Kapazitäten.
Dieses revidierte Projekt wurde als Bahn 2000, 1. Etappe bezeichnet und am 12. Dezember 2004 in Betrieb genommen. Mit Endkosten von CHF 5.9 Milliarden (Preisstand 1994) konnte das im Rahmen der Redimensionierung von 1992 gesetzte Ziel noch deutlich unterboten werden.

### Umsetzung der ersten Etappe
Bei der Umsetzung des Projekts Bahn 2000 wurden ab 1997 alle 2 Jahre Teilprojekte in Betrieb genommen. Die grösste Neuerung, die Inbetriebnahme der Neubaustrecke, erfolgte allerdings erst am 12. Dezember 2004. Die umgesetzten Neuerungen merken die Reisenden unter anderem an:
- Weitgehendem Halbstundentakt im Fernverkehr
- Gleichen Reisezeiten zwischen Genf und Zürich bei Fahrt über Bern wie jener über Neuchâtel.
- Verkürzung der Reisezeit zwischen Zürich und Bern um 13 Minuten.

Wegen der verzögerten Einführung des neuen Zugsicherungssystems ETCS wurden die Neubaustrecke (NBS) und Ausbaustrecke (ABS) mit herkömmlicher Signaltechnik ergänzt, wodurch die Höchstgeschwindigkeit zunächst nur 160 km/h betrug. Daher verkürzte sich die Reisezeit auf dem Herzstück nur um 11 Minuten statt der geplanten 13 Minuten. Seit März 2007 wird die gesamte NBS mit ETCS betrieben, wobei die Erhöhung der Höchstgeschwindigkeit auf 200 km/h im Dezember 2007 erfolgte. Die daraus resultierende Fahrzeitverkürzung macht den Taktfahrplan in Verspätungsfällen stabiler.
Im Zuge des Projekts Bahn 2000 wurden die früheren Regionalzüge neu als Regio (Abk. R) und die Schnellzüge neu als RegioExpress (Abk. RE) oder InterRegio  bezeichnet, um die Sprachneutralität zu wahren (z. B. anstelle Schnellzug, train direct sowie treno diretto).

## Zielsetzung
Hauptmotiv für das Konzept Bahn 2000 war es, den steigenden Mobilitätsbedarf der Bevölkerung so gut wie möglich mit der Bahn abzudecken. Transportleistungen im Personen- und Güterverkehr sollten anstatt auf der Strasse weitestgehend auf der Schiene abgewickelt werden. Die Verlagerungspolitik ist seit 1994 in der Bundesverfassung verankert.
Als Zielidee bei der Entwicklung und Realisierung stand der Leitspruch «Schneller, häufiger und bequemer».
Unter dem Leitbild der Schnelligkeit wurden direktere und schnellere Zugverbindungen in der ganzen Schweiz zusammengefasst. Zudem wollte man die Umsteigezeiten auf den grossen Bahnhöfen verkleinern und die Anschlüsse besser aufeinander abstimmen.
Der Begriff «Schnelligkeit» steht im Konzept Bahn 2000 somit nicht lediglich für Verbindungen zwischen zwei grossen Bahnhöfen, sondern für eine höhere Geschwindigkeit im Gesamtnetz, die auch Verbindungen zwischen zwei kleineren Bahnhöfen in grösserer Entfernung umfassen. Dies stellt einen Hauptunterschied gegenüber dem in anderen Staaten forcierten Bau von Hochgeschwindigkeitstrassen dar, deren Aufgabe es war, hauptsächlich schnelle Verbindungen zwischen Grossstädten herzustellen.
Zudem sollten häufigere Verbindungen, insbesondere zwischen Grossstädten und im Agglomerationsverkehr, die Attraktivität des öffentlichen Verkehrs erhöhen.
Das dritte Schlagwort der «Bequemlichkeit» umfasste mehr Direktverbindungen ohne Umsteigezwang bzw. mit möglichst wenigen Umstiegen. Des Weiteren sollte durch eine erneuerte Fahrzeugflotte ein höherer Zugkomfort erreicht werden.

### Subprojekte

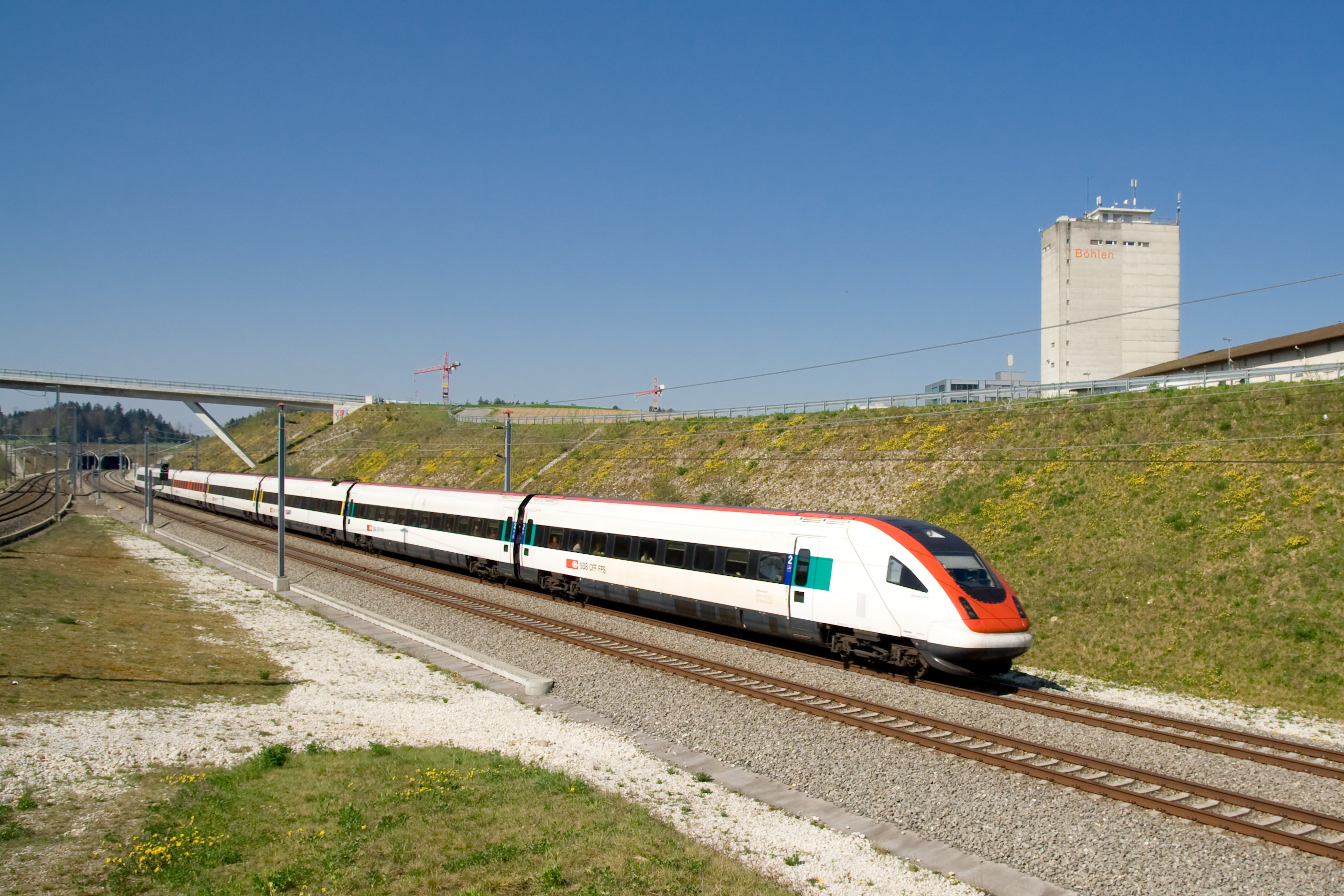
InterCity-Neigezug auf der Neubaustrecke zwischen Mattstetten und Rothrist

Zur Bahn 2000 gehören folgende Subprojekte:
- Modernisierung des Rollmaterials
- Dichtere Fahrpläne, Hauptstrecken im Halbstundentakt
- Bessere Direktverbindungen
- Angebotsverdichtung auf nachfragestarken Strecken
- Erhöhung von Streckenkapazitäten durch Schliessen von Doppel- oder Vierspurlücken
- Entflechtung der Verkehrsströme in Verzweigstellen und Knotenbahnhöfen
- Angebotsverbesserungen im Agglomerations- und Regionalverkehr
- Um- und Ausbauten im Knoten Zürich
- Neubaustrecke Mattstetten–Rothrist und daraus folgende Reduktion der Fahrzeit zwischen Zürich und Bern von bisher 69 min auf 58 min (ab Ende 2007 56 min).

Die Bahn 2000 wurde in Etappen eingeführt.

## Hauptmotive

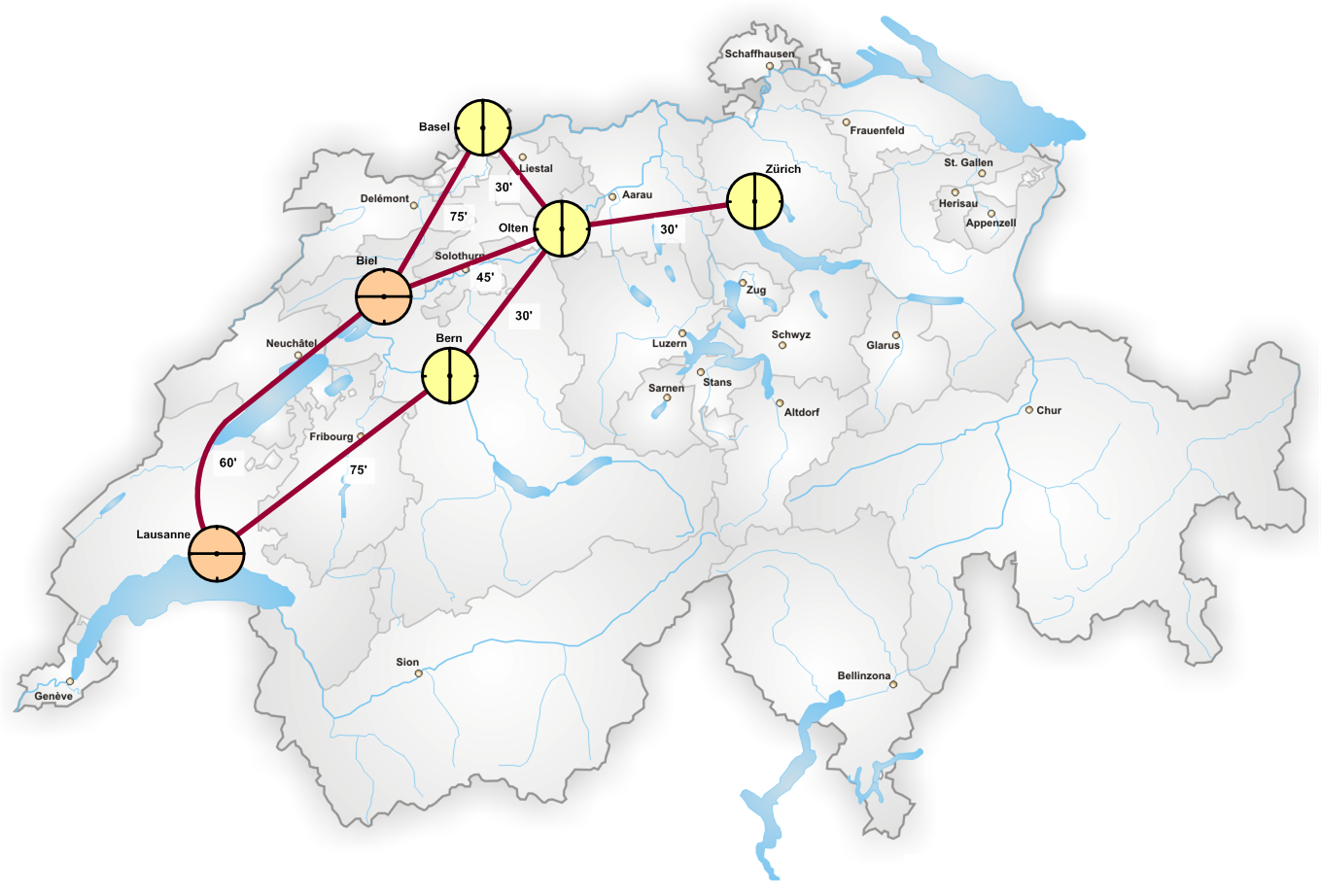
Knotensystem Bahn 2000 (1. Etappe)
gelb: Vollknoten (00'/30')
orange: Vollknoten (15',45')

«Schneller, häufiger und bequemer» – dieser Leitspruch stand bei der Entwicklung und Realisierung der Bahn 2000 im Zentrum. Ziel war es, den steigenden Mobilitätsbedarf der Bevölkerung so gut wie möglich mit der Bahn abzudecken.
Schneller
Eines der Hauptziele der Bahn 2000 (1. Etappe) war es, schnellere und direkte Zugverbindungen in der ganzen Schweiz anzubieten. Zudem wollte man die Umsteigezeiten auf den grossen Bahnhöfen verkleinern und die Anschlüsse besser aufeinander abstimmen. Daraus entstand das Knotenprinzip, welches der Bahn 2000 zu Grunde liegt. In den Umsteigebahnhöfen treffen sich die Züge und die Nahverkehrsmittel kurz vor der ganzen und/oder halben Stunde und verlassen die Bahnhöfe kurz nach der ganzen und/oder halben Stunde. So können kurze Umstiegszeiten realisiert werden, da die Züge aus allen Richtungen zur gleichen Zeit am Bahnhof sind.
Daher musste der Schwerpunkt darauf gelegt werden, dass die Fahrzeiten zwischen den Knotenpunkten knapp 30 oder 60 Minuten dauern. Dies war unter anderem bei der Strecke Zürich–Bern nicht der Fall. Daher musste hier eine Neubaustrecke realisiert werden, um die Fahrzeiten auf unter 60 Minuten zu reduzieren. Zudem waren teilweise grössere Umbauten bei den Bahnhöfen notwendig, damit die Züge gleichzeitig und, ohne zu kreuzen, ein- und ausfahren konnten.
Auf Grund der beschränkten finanziellen Mittel wurde jedoch wo immer möglich die Devise «Elektronik vor Beton», das heisst schnelleres Rollmaterial anstelle von Neubaustrecken, umgesetzt.
Ein weiteres Ziel der Bahn 2000 war, dass die Strecke Zürich–Genf über die Jurasüdfusslinie (Olten–Biel–Neuchâtel–Yverdon) gleich lange dauern sollte wie über Bern. Dies wurde auf der Jurasüdfusslinie mit Neigezügen des Typs SBB RABDe 500 gelöst.
Häufiger
Ein weiteres Hauptziel der Bahn 2000 war es, die Städte im Halbstundentakt miteinander im Knotenprinzip zu verbinden. Dies wurde durch eine Erweiterung der Kapazitäten und zusätzliches Rollmaterial umgesetzt.
Bequemer
Man wollte dem Reisenden das Bahnfahren zum einen mit mehr direkten Bahnverbindungen, aber auch mit einer erneuerten Bahnflotte bequem machen. Daher wurden für das Projekt Bahn 2000, 1. Etappe für nachfragestarke Strecken neue Doppelstock-Kompositionen (IC2000) beschafft. Für kurvenreiche Abschnitte wurden Intercity-Neigezüge (ICN) für schnellere Fahrzeiten beschafft. Zudem wurden viele Bahnhöfe umgebaut und sämtliche Inlands-Fernverkehrszüge werden nur noch mit klimatisierten Zügen betrieben.

### Projekte der ersten Etappe
Der Rahmen der ersten Etappe «Bahn 2000» umfasst 136 Einzelprojekte, die gestaffelt realisiert wurden. Das Projektvolumen beträgt knapp 6 Milliarden Schweizer Franken. Aufgrund des 1991 auferlegten maximalen Kostenrahmens von 7.4 Milliarden Franken wurden acht stark redimensionierte Grossprojekte (4'352 Mio. CHF) verwirklicht, aus denen der Ausbau des Knotens Zürich heraussticht – aufgrund der Komplexität und der Notwendigkeit, den Betrieb des Zürcher Knotens jederzeit aufrechtzuerhalten, wurden die Arbeiten in zeitlich und räumlich segmentierte Einzelprojekte gegliedert. Die übrigen Einzelprojekte verteilen sich über die gesamte Schweiz und umfassen neben Strecken- und Bahnhofsausbauten (1'427 Mio. CHF) insbesondere Profilanpassungen für die IC2000-Doppelstockwagen (110 Mio. CHF) und Infrastrukturanpassungen für IC-Neigezüge und zugunsten der Verkürzung von Zugsfolgezeiten (61 Mio. CHF). Für den Ausbau der Energieversorgung wurden rund 149 Mio. CHF aufgewendet.
Grossprojekte
- Neubaustrecke Mattstetten–Rothrist, Doppelspur, 44,5 km

Inbetriebnahme Dezember 2004; Kosten: 1'679 Mio. CHF
- Ausbaustrecke Derendingen–Inkwil, einspurig, 9,1 km

Inbetriebnahme Mai 2003; Kosten: 107 Mio. CHF
- Neubaustrecke Zimmerberg-Basistunnel, 1. Etappe (Zürich–Thalwil), zweite Doppelspur, 10,8 km

Inbetriebnahme Mai 2003; Kosten: 945 Mio. CHF
- Neubaustrecke Adlertunnel (Muttenz–Liestal), Doppelspur, 7,9 km

Inbetriebnahme Dezember 2000; Kosten: 387 Mio. CHF
- Neubau Vauderens-Tunnel (Vauderens–Siviriez), Doppelspur, 3,0 km

Inbetriebnahme April 2001; Kosten: 71 Mio. CHF
- Streckenneubau Onnens-Bonvillars–Gorgier-St-Aubin, Doppelspurausbau, 10,4 km

Inbetriebnahme März 2001; Kosten: 363 Mio. CHF
- Streckenausbau Coppet–Genf, drittes Gleis, 6,9 km

Inbetriebnahme Oktober 2004; Kosten: 285 Mio. CHF
- Neubaustrecke Salgesch–Leuk, Doppelspur, 6,5 km
- Ausbau Knoten Zürich Hauptbahnhof (Kostentotal: 544 Mio. CHF)
  - Perronverlängerung Gleise 3–9 auf 420 Meter
  - Flügelbahnhof Sihlpost (Gleise 51–54), Perronlänge 320 Meter
  - Stellwerk Vorbahnhof
  - Unterwerk Zürich «Kohlendreieck»
  - Unterhalts- und Abstellanlage Herdern
  - Entflechtungsbauwerk «Kohlendreieck»
  - Neubau Vorbahnhofbrücke Zürich (HB–Wipkingen)
  - Unterquerung Gleisfeld Vorbahnhof (HB–Altstetten)
  - Neubau Vierspur HB–Wiedikon/Zimmerberg-Basistunnel (Entflechtung S-Bahn/Fernverkehr)
  - Vorleistungen Durchgangsbahnhof Löwenstrasse (Gleise 31–34)

Einzelprojekte (Auszug)
- Neubau Schleife Aarburg (Rothrist–Zofingen), ehemalige «Kriegsschleife», einspurig, 0,4 km
- Streckenausbau Abzweigung Wankdorf–Ostermundigen–Gümligen, drittes Gleis, 0,5 km
- Ausbau Perronanlage Basel SBB (Personenbahnhof)
- Streckenausbau Basel–Muttenz, drittes Gleis, 1,8 km
- Ausbau Bahnhof Olten
- Streckenausbau Olten–Olten Ost–Dulliken, drittes respektive viertes Gleis, 4,1 km
- Ausbau Bahnhof Aarau
- Neubau Aarau Stadttunnel II, drittes und viertes Gleis, 1,4 km
- Streckenausbau Aarau–Rupperswil, drittes und viertes Gleis, 5,9 km
- Ausbau Bahnhof Zug
- Streckenausbau Zug–Cham, Doppelspurausbau, 2,5 km
- Streckenausbau Rotkreuz–Rotsee, Doppelspurausbau, 5,8 km
- Streckenneubau Dietikon–Killwangen-Spreitenbach, zweite Doppelspur und Überwurfbauwerk, 4,3 km
- Streckenausbau (Kemptthal–)Tössmühle–Winterthur, drittes Gleis, 3,2 km
- Streckenausbau Goldach–Mörschwil, Doppelspurausbau, 4,5 km
- Ausbau Bahnhof Landquart
- Streckenausbau Bad Ragaz–Landquart, Doppelspurausbau, 6,5 km

## Fahrzeiten
Der Hauptpfeiler der Bahn 2000 ist die 37 km lange Neubaustrecke Mattstetten–Rothrist (zwischen Bern und Olten), welche seit Dezember 2004 eröffnet ist. Dies bewirkt folgende Fahrzeitverkürzungen (Basis Fahrplan 2005/2008):
- Olten–Bern von 40 min auf 26 min
- Zürich–Bern von 69 min auf 56 min
- Basel–Bern von 67 min auf 55 min
- Luzern–Bern von 81 min (via Wolhusen–Langnau) auf 60 min (via Sursee–Zofingen-NBS)
- Olten–Biel/Bienne von 41 min auf 32 min (via NBS und Ausbaustrecke Inkwil-Derendingen)
- Zürich–Bern–Genf von 2:56 h auf 2:43h
- Zürich–Biel/Bienne–Genf von 3:09 h auf 2:42h

## Aktueller Stand

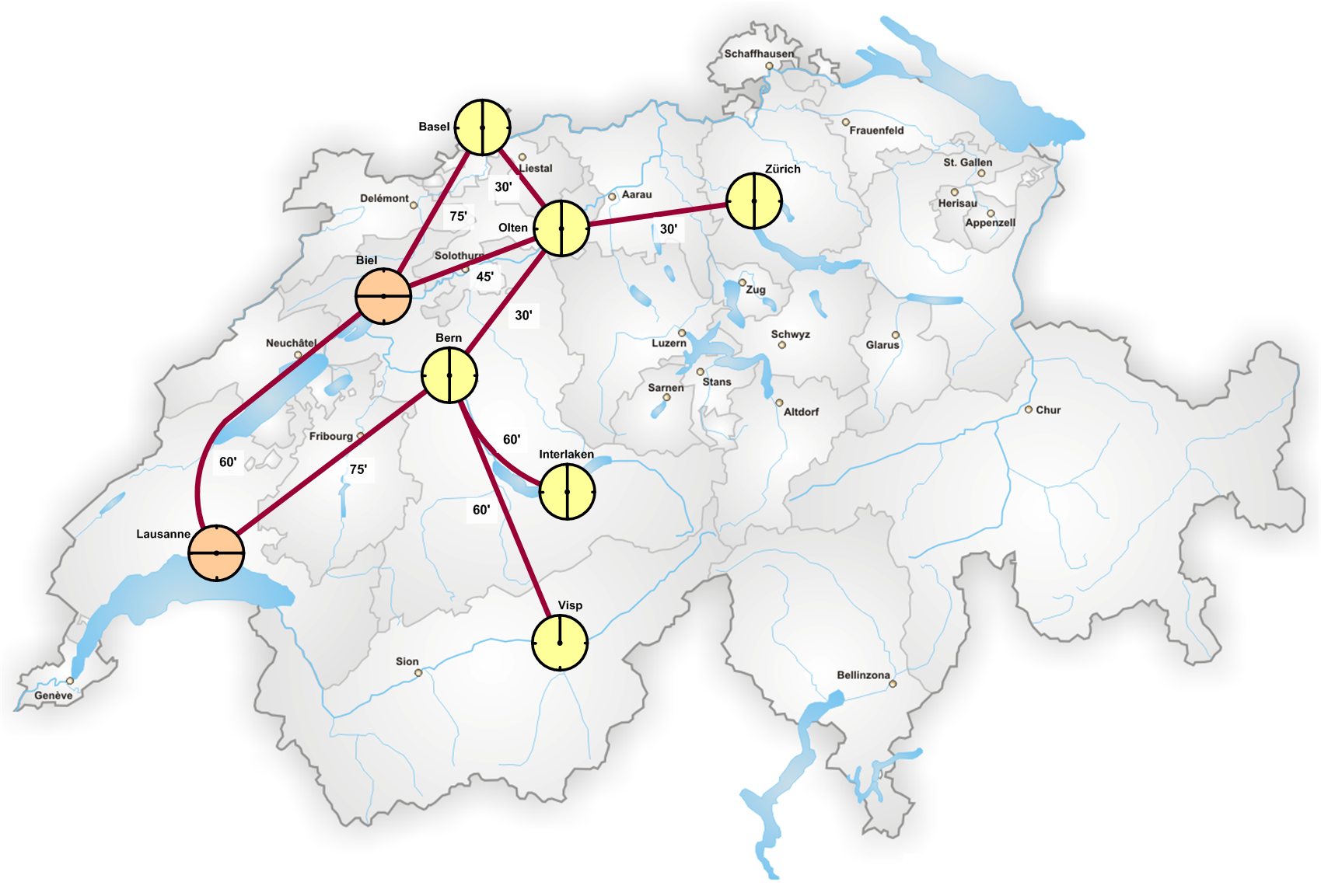
Bahn 2000 mit Lötschberg-Basistunnel (2007)

Durch die Eröffnung des Lötschberg-Basistunnels 2007 sank die Fahrzeit zwischen Visp und Bern unter eine Stunde, wodurch die Einrichtung eines Vollknotens in Visp möglich wurde; gleichzeitig sank die Fahrzeit für eine Reise von Zürich in das Wallis auf unter zwei Stunden. Zusätzlich wurde ein Vollknoten in Interlaken aufgebaut.

## Nachfolgeprojekte

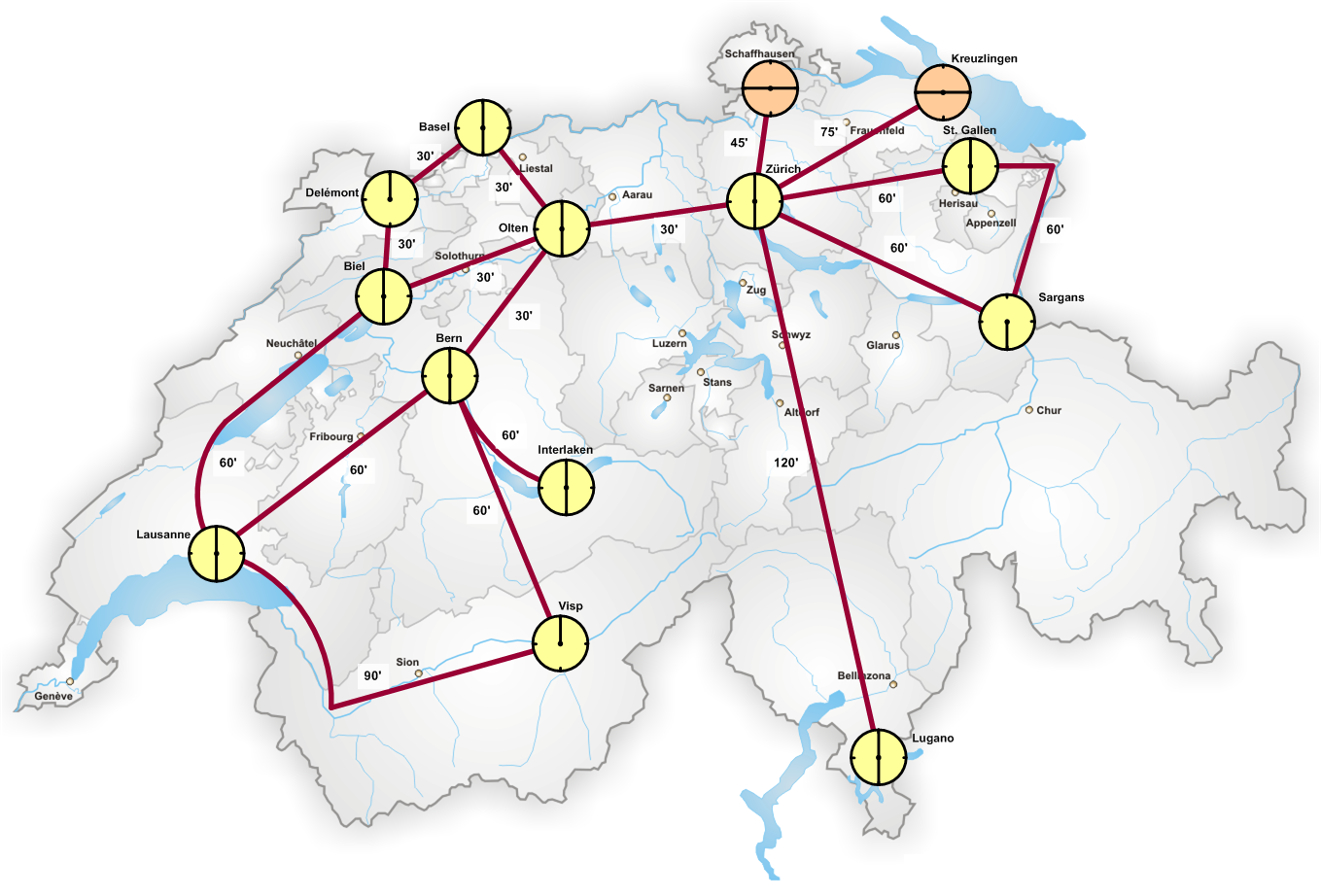
Knotensystem ZEB (2030)

Bahn 2000 wird ergänzt durch mehrere Nachfolgeprojekte:
Als zweites Grossprojekt neben der Bahn 2000 befindet sich die NEAT mit den Basistunnels durch den Gotthard und den Lötschberg in Umsetzung. Sie verkürzt die Reisezeiten zwischen der Deutschschweiz und dem Tessin sowie dem Mittelwallis um eine Stunde, jene zwischen Bern und Brig (–Italien) um ca. eine Viertelstunde. Der Lötschberg-Basistunnel wurde 2007 in Betrieb genommen, der Gotthard-Basistunnel folgte 2016.
Das laufende Projekt HGV-Anschluss soll die Verbindungen nach Frankreich und Deutschland verbessern. Gleichzeitig wird es benutzt, um das Knotensystem in der Ostschweiz einzuführen. Die Gesamtkosten betragen 1.3 Mrd. CHF.
Das Projekt Zukünftige Entwicklung der Bahninfrastruktur, welches ursprünglich «Bahn 2000, 2. Etappe» hiess, soll zusätzliche Knoten schaffen, die Fahrzeiten zwischen den existierenden reduzieren und die Kapazitäten ausbauen. Das Projekt ist vom Parlament beschlossen, erste Bauarbeiten begannen 2014.
Der Ausbau nach ZEB wurde im Projekt Bahn 2030 geplant. Dieses wurde jedoch zugunsten der umfangreicheren und längerfristigen Planung des Projekts STEP eingestellt.